# Loi de Morrie

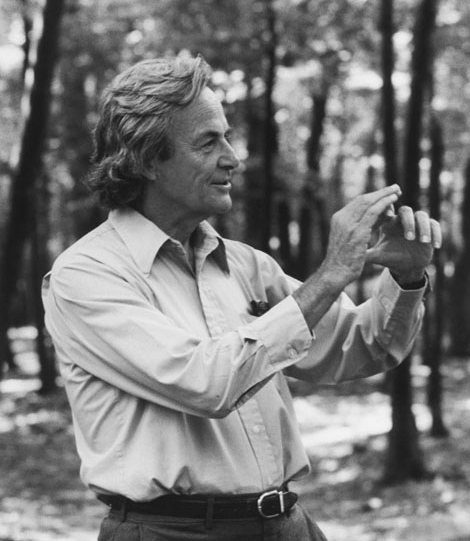
Richard Feynman en 1984, quelques années avant sa mort. Il se souvenait encore de cette curiosité apprise pendant l'enfance.

La loi de Morrie est l'identité trigonométrique suivante :
{\displaystyle \cos(20^{\circ })\cdot \cos(40^{\circ })\cdot \cos(80^{\circ })={\frac {1}{8}}}.
Le nom de cette « curiosité » est dû au physicien Richard Feynman, qui la tient d'un ami d'enfance, Morrie Jacobs.
Cette identité est intrigante parce qu'aucun des facteurs du produit n'est rationnel, mais que le produit l'est,,.

## Histoire
Dans son enfance, Richard Feynman avait l'habitude d'échanger des anecdotes mathématiques avec ses amis. C'est l'un d'eux, nommé Morrie Jacobs, qui lui a fait connaître cette égalité. Il s'en est ensuite souvenu toute sa vie, de même que les circonstances dans lesquelles il en a appris l'existence (dans le magasin de cuir du père de Morrie). Il y fait référence dans une lettre à Morrie datée du 27 janvier 1987.
Après la mort de Feynman en 1988, James Gleick raconte cet épisode en 1992 dans Genius, la biographie qu'il a écrite du physicien.
En 1996, Beyer et al. appellent cette égalité « Morrie Jacobs's identity » (litt. « identité de Morrie Jacobs »). En 1998, Anderson l'appelle « Morrie's Law » (litt. « loi de Morrie »). En 2011, Nahin l'appelle « Jacobs-Feynman equality » (litt. « égalité de Jacobs-Feynman »).

## Identités similaires
En radians, la loi de Morrie s'exprime ainsi :
{\displaystyle \cos \left({\frac {\pi }{9}}\right)\cdot \cos \left({\frac {2\pi }{9}}\right)\cdot \cos \left({\frac {4\pi }{9}}\right)={\frac {1}{8}}}.
Elle utilise la fonction cosinus, mais des identités similaires existent pour d'autres fonctions trigonométriques, sans toutefois que le membre de droite soit rationnel comme avec le cosinus :
- l'identité pour la fonction sinus est[9] :

{\displaystyle \sin {\bigg (}{\frac {\pi }{9}}{\bigg )}\cdot \sin {\bigg (}{\frac {2\pi }{9}}{\bigg )}\cdot \sin {\bigg (}{\frac {4\pi }{9}}{\bigg )}={\frac {{\sqrt {3}}\ }{8}}} ;
- l'identité pour la fonction tangente (qu'on obtient en divisant l'identité pour la fonction sinus par la loi de Morrie) est[9] :

{\displaystyle \tan {\bigg (}{\frac {\pi }{9}}{\bigg )}\cdot \tan {\bigg (}{\frac {2\pi }{9}}{\bigg )}\cdot \tan {\bigg (}{\frac {4\pi }{9}}{\bigg )}={\sqrt {3}}=\tan {\bigg (}{\frac {\pi }{3}}{\bigg )}}.

## Généralisations

### Première généralisation
La loi de Morrie est le cas particulier, où {\displaystyle n=3} et {\displaystyle \alpha ={\frac {\pi }{9}}=20^{\circ }}, de l'identité plus générale :
{\displaystyle 2^{n}\cdot \prod _{k=0}^{n-1}\cos(2^{k}\alpha )={\frac {\sin(2^{n}\alpha )}{\sin(\alpha )}}}
avec {\displaystyle \alpha \in \mathbb {C} } et {\displaystyle n\in \mathbb {N} ^{*}}.
La curiosité tient au fait que si on choisit {\displaystyle \alpha ={\frac {\pi }{2^{n}\pm 1}}}, le membre de droite vaut ±1 (on le montre en remplaçant le dénominateur {\displaystyle \sin(\alpha )} par {\displaystyle \sin(\pi -\alpha )} ou {\displaystyle -\sin(\pi +\alpha )}), et l'égalité devient alors :
{\displaystyle 2^{n}\cdot \prod _{k=0}^{n-1}\cos \left({\frac {2^{k}}{2^{n}\pm 1}}\pi \right)=\pm 1}.
On en tire les identités suivantes :
|                     | {\displaystyle \alpha ={\frac {\pi }{2^{n}-1}}} | {\displaystyle \alpha ={\frac {\pi }{2^{n}+1}}} |
| ------------------- | --- | --- |
| {\displaystyle n=2} | | {\displaystyle \cos \left({\frac {\pi }{5}}\right)\cdot \cos \left({\frac {2\pi }{5}}\right)={\frac {1}{4}}}                                                                                          |
| {\displaystyle n=3} | {\displaystyle \cos \left({\frac {\pi }{7}}\right)\cdot \cos \left({\frac {2\pi }{7}}\right)\cdot \cos \left({\frac {4\pi }{7}}\right)=-{\frac {1}{8}}} {\displaystyle \cos \left({\frac {\pi }{7}}\right)\cdot \cos \left({\frac {2\pi }{7}}\right)\cdot \cos \left({\frac {3\pi }{7}}\right)={\frac {1}{8}}} | {\displaystyle \cos \left({\frac {\pi }{9}}\right)\cdot \cos \left({\frac {2\pi }{9}}\right)\cdot \cos \left({\frac {4\pi }{9}}\right)={\frac {1}{8}}} (loi de Morrie)                                |
| {\displaystyle n=4} | {\displaystyle \cos \left({\frac {\pi }{15}}\right)\cdot \cos \left({\frac {2\pi }{15}}\right)\cdot \cos \left({\frac {4\pi }{15}}\right)\cdot \cos \left({\frac {8\pi }{15}}\right)=-{\frac {1}{16}}} | {\displaystyle \cos \left({\frac {\pi }{17}}\right)\cdot \cos \left({\frac {2\pi }{17}}\right)\cdot \cos \left({\frac {4\pi }{17}}\right)\cdot \cos \left({\frac {8\pi }{17}}\right)={\frac {1}{16}}} |

### Deuxième généralisation
La première généralisation est elle-même le cas particulier, où {\displaystyle b=2}, de l'identité plus générale :
{\displaystyle \prod _{k=0}^{n-1}\left(\sum _{j=0}^{b-1}\cos {\Big (}(b-2j-1)b^{k}\alpha {\Big )}\right)={\frac {\sin(b^{n}\alpha )}{\sin(\alpha )}}}
avec {\displaystyle b\in \mathbb {N} ^{*}}.
En effet, en choisissant {\displaystyle b=2} le membre de gauche devient {\displaystyle \prod _{k=0}^{n-1}{\Big (}\cos(2^{k}\alpha )+\cos(-2^{k}\alpha ){\Big )}=\prod _{k=0}^{n-1}{\Big (}2\cos(2^{k}\alpha ){\Big )}=2^{n}\prod _{k=0}^{n-1}\cos(2^{k}\alpha )}, ce qui permet de retrouver la première généralisation.

### Autres généralisations
Il existe diverses autres généralisations de la loi de Morrie, citées notamment dans un livre d'exercices de trigonométrie de 1930,, telles que :
{\displaystyle \prod _{r=1}^{m}\cos \left({\frac {r\pi }{2m+1}}\right)=2^{-m}}
dont la loi de Morrie est le cas particulier où {\displaystyle m=4}.

## Démonstrations

### Preuve algébrique
La preuve de la loi de Morrie s'appuie sur la formule de l'angle double pour la fonction sinus :
{\displaystyle \sin(2\alpha )=2\sin \alpha \cos \alpha }
qui permet de trouver l'expression de {\displaystyle \cos(\alpha )} et, par suite, de {\displaystyle \cos(2\alpha )}, {\displaystyle \cos(4\alpha )} ... {\displaystyle \cos(2^{n-1}\alpha )}, :
{\displaystyle {\begin{aligned}\cos \alpha &={\frac {\sin(2\alpha )}{2\sin \alpha }}\\\cos(2\alpha )&={\frac {\sin(4\alpha )}{2\sin(2\alpha )}}\\\cos(4\alpha )&={\frac {\sin(8\alpha )}{2\sin(4\alpha )}}\\&{}\,\,\,\vdots \\\cos(2^{n-1}\alpha )&={\frac {\sin(2^{n}\alpha )}{2\sin(2^{n-1}\alpha )}}.\end{aligned}}}
En multipliant toutes ces expressions les unes avec les autres, on obtient :
{\displaystyle \cos \alpha \cos(2\alpha )\cos(4\alpha )\cdots \cos(2^{n-1}\alpha )={\frac {\cancel {\sin(2\alpha )}}{2\sin \alpha }}\cdot {\frac {\cancel {\sin(4\alpha )}}{2\ {\cancel {\sin(2\alpha )}}}}\cdot {\frac {\cancel {\sin(8\alpha )}}{2\ {\cancel {\sin(4\alpha )}}}}\cdots {\frac {\sin(2^{n}\alpha )}{2\ {\cancel {\sin(2^{n-1}\alpha )}}}}}.
Dans la partie droite de l'expression, les numérateurs et dénominateurs intermédiaires s'éliminent deux à deux, ne laissant que le premier dénominateur {\displaystyle \sin \alpha } et le numérateur final {\displaystyle \sin(2^{n}\alpha )} (on dit qu'il s'agit d'un produit télescopique), ainsi qu'une puissance de 2 au dénominateur ({\displaystyle 2^{n}} car il y a {\displaystyle n} termes) ; il vient alors :
{\displaystyle \prod _{k=0}^{n-1}\cos(2^{k}\alpha )={\frac {\sin(2^{n}\alpha )}{2^{n}\sin \alpha }}},
ce qui est équivalent à la première généralisation de l'identité.

### Preuves géométriques

Preuve géométrique utilisant un ennéagone.

Pour démontrer les identités de la forme {\displaystyle 2^{n}\cdot \prod _{k=0}^{n-1}\cos(2^{k}\alpha )=\pm 1} avec {\displaystyle \alpha ={\frac {\pi }{2^{n}\pm 1}}}, une preuve géométrique utilisant un polygone régulier à {\displaystyle 2^{n}\pm 1} côtés peut être utilisée.
Ainsi, pour démontrer la loi de Morrie ({\displaystyle n=3} et {\displaystyle \alpha ={\frac {\pi }{9}}}), une telle preuve utilisant un ennéagone régulier (9 côtés) a été publiée en 2008, puis une autre en 2015.
Cette dernière s'appuie sur l'ennéagone {\displaystyle ABCDEFGHI} ci-contre, de côté 1. Soient {\displaystyle M}, {\displaystyle J}, {\displaystyle K} et {\displaystyle L} les milieux de {\displaystyle [AB]}, {\displaystyle [BD]}, {\displaystyle [DF]} et {\displaystyle [BF]}, respectivement.
On montre que {\displaystyle \alpha ={\widehat {CBD}}={\frac {\pi }{9}}}, {\displaystyle \beta ={\widehat {DBF}}={\frac {2\pi }{9}}}, et {\displaystyle \gamma ={\widehat {FBM}}={\frac {4\pi }{9}}}.
{\displaystyle \triangle KEF} est rectangle en {\displaystyle K}, donc {\textstyle \cos(\alpha )={\frac {|KF|}{|EF|}}}. Or {\displaystyle |DF|=2\cdot |KF|} car {\displaystyle K} est milieu de {\displaystyle [DF]}, donc :
{\displaystyle |DF|=2\cdot |EF|\cdot \cos \left({\frac {\pi }{9}}\right)}.
{\displaystyle \triangle DFL} est rectangle en {\displaystyle L}, donc {\textstyle \cos(\beta )={\frac {|LF|}{|DF|}}}. Or {\displaystyle |BF|=2\cdot |LF|} car {\displaystyle L} est milieu de {\displaystyle [BF]}, donc :
{\displaystyle |BF|=2\cdot |DF|\cdot \cos \left({\frac {2\pi }{9}}\right)}.
{\displaystyle \triangle BFM} est rectangle en {\displaystyle M}, donc {\textstyle \cos(\gamma )={\frac {|BM|}{|BF|}}}. Or {\displaystyle |AB|=2\cdot |BM|} car {\displaystyle M} est milieu de {\displaystyle [AB]}, donc :
{\displaystyle |AB|=2\cdot |BF|\cdot \cos \left({\frac {4\pi }{9}}\right)}.
Or {\displaystyle |AB|=|EF|=1} car ce sont des côtés de l'ennéagone, et en remplaçant {\displaystyle |BF|} et {\displaystyle |DF|} par les expressions ci-dessus, on obtient :
{\displaystyle 1=2\cdot 2\cdot 2\cdot \cos \left({\frac {\pi }{9}}\right)\cdot \cos \left({\frac {2\pi }{9}}\right)\cdot \cos \left({\frac {4\pi }{9}}\right)}, d'où la loi de Morrie.
Les auteurs de cette preuve ont par la suite publié, en 2016, une preuve géométrique de l'identité où {\displaystyle n=3} et {\displaystyle \alpha ={\frac {\pi }{7}}}, en utilisant un heptagone régulier (7 côtés).
De même, l'identité où {\displaystyle n=2} et {\displaystyle \alpha ={\frac {\pi }{5}}} peut être prouvée en utilisant un pentagone régulier (5 côtés).